# SN 2007hx
SN 2007hx – supernowa typu Ia odkryta 3 września 2007 roku w galaktyce A020627-0053. W momencie odkrycia miała maksymalną jasność 19,50m.